# Komenda Rejonu Uzupełnień Słonim
Komenda Rejonu Uzupełnień Słonim (KRU Słonim) – organ wojskowy właściwy w sprawach uzupełnień Sił Zbrojnych II Rzeczypospolitej i administracji rezerw w powierzonym mu rejonie.

## Historia komendy
W czerwcu 1921 roku PKU Słonim podlegała Dowództwu Okręgu Generalnego „Białystok” i obejmowała swoją właściwością powiaty: baranowicki, nowogródzki i słonimski.
15 listopada 1921 roku, po wprowadzeniu podziału kraju na dziesięć okręgów korpusów oraz wprowadzeniu pokojowej organizacji służby poborowej, dotychczasowa PKU Słonim została podporządkowana Dowództwu Okręgu Korpusu Nr IX w Brześciu i obejmowała swoją właściwością powiaty: nowogródzki i słonimski, natomiast powiat baranowicki został podporządkowany nowo powstałej PKU Baranowicze.
18 listopada 1924 roku weszła w życie ustawa z dnia 23 maja 1924 roku o powszechnym obowiązku służby wojskowej, a 15 kwietnia 1925 roku rozporządzenie wykonawcze ministra spraw wojskowych do tejże ustawy, wydane 21 marca tego roku wspólnie z ministrami: spraw wewnętrznych, zagranicznych, sprawiedliwości, skarbu, kolei, wyznań religijnych i oświecenia publicznego, rolnictwa i dóbr państwowych oraz przemysłu i handlu. Wydanie obu aktów prawnych wiązało się z przejęciem przez władze cywilne (administracji I instancji) większości zadań związanych z przygotowaniem i przeprowadzeniem poboru. Przekazanie większości zadań władzom cywilnym umożliwiło organom służby poborowej zajęcie się wyłącznie racjonalnym rozdziałem rekruta oraz ewidencją i administracją rezerw. Do tych zadań dostosowana została organizacja wewnętrzna powiatowych komend uzupełnień i ich składy osobowe. Poszczególne komendy różniły się między sobą składem osobowym w zależności od wielkości administrowanego terenu.
Zadania i nowa organizacja PKU określone zostały w wydanej 27 maja 1925 roku instrukcji organizacyjnej służby poborowej na stopie pokojowej. W skład PKU Słonim wchodziły dwa referaty: I) referat administracji rezerw i II) referat poborowy. Nowa organizacja i obsada służby poborowej na stopie pokojowej według stanów osobowych L. O. I. Szt. Gen. 3477/Org. 25 została ogłoszona 4 lutego 1926 roku. Z tą chwilą zniesione zostały stanowiska oficerów ewidencyjnych.
12 marca 1926 roku została ogłoszona obsada personalna Przysposobienia Wojskowego, zatwierdzona rozkazem Dep. I L. 6000/26 przez pełniącego obowiązki szefa Sztabu Generalnego gen. dyw. Edmunda Kesslera, w imieniu ministra spraw wojskowych. Zgodnie z nową organizacją pokojową Przysposobienia Wojskowego zostały zlikwidowane stanowiska oficerów instrukcyjnych przy PKU, a w ich miejsce utworzone rozkazem Oddz. I Szt. Gen. L. 7600/Org. 25 stanowiska oficerów przysposobienia wojskowego w pułkach piechoty.
Od 1926 roku, obok ustawy o powszechnym obowiązku służby wojskowej i rozporządzeń wykonawczych do niej, działalność PKU Słonim normowała „Tymczasowa instrukcja służbowa dla PKU”, wprowadzona do użytku rozkazem MSWojsk. Dep. Piech. L. 100/26 Pob.
W grudniu 1930 roku powiat nowogródzki został podporządkowany nowo powstałej PKU Nowogródek. Od tego czasu PKU Słonim administrowała jedynie powiatem słonimskim, posiadając skład osobowy typ IV.
31 lipca 1931 roku gen. dyw. Kazimierz Fabrycy, w zastępstwie ministra spraw wojskowych, rozkazem B. Og. Org. 4031 Org. wprowadził zmiany w organizacji służby poborowej na stopie pokojowej. Zmiany te polegały między innymi na zamianie stanowisk oficerów administracji w PKU na stanowiska oficerów broni (piechoty) oraz zmniejszeniu składu osobowego PKU typ I–IV o jednego oficera i zwiększeniu o jednego urzędnika II kategorii. Liczba szeregowych zawodowych i niezawodowych oraz urzędników III kategorii i niższych funkcjonariuszy pozostała bez zmian.
1 lipca 1938 roku weszła w życie nowa organizacja służby uzupełnień, zgodnie z którą dotychczasowa PKU Słonim została przemianowana na Komendę Rejonu Uzupełnień Słonim przy czym nazwa ta zaczęła obowiązywać 1 września 1938 roku, z chwilą wejścia w życie ustawy z dnia 9 kwietnia 1938 roku o powszechnym obowiązku wojskowym. Obok wspomnianej ustawy i rozporządzeń wykonawczych do niej, działalność KRU Słonim normowały przepisy służbowe MSWojsk. D.D.O. L. 500/Org. Tjn. Organizacja służby uzupełnień na stopie pokojowej z 13 czerwca 1938 roku. Zgodnie z tymi przepisami komenda rejonu uzupełnień była organem wykonawczym służby uzupełnień .
Komendant rejonu uzupełnień w sprawach dotyczących uzupełnień Sił Zbrojnych i administracji rezerw podlegał bezpośrednio dowódcy Okręgu Korpusu Nr IX, który był okręgowym organem kierowniczym służby uzupełnień. Rejon uzupełnień nie uległ zmianie i nadal obejmował powiat słonimski.

## Obsada personalna
Poniżej przedstawiono wykaz oficerów zajmujących stanowisko komendanta Powiatowej Komendy Uzupełnień i komendanta rejonu uzupełnień oraz wykaz osób funkcyjnych (oficerów i urzędników wojskowych) pełniących służbę w PKU i KRU Słonim, z uwzględnieniem najważniejszych zmian organizacyjnych przeprowadzonych w 1926 i 1938 roku.
| Komendanci                        | Komendanci              | Komendanci                        |
| --------------------------------- | ----------------------- | --------------------------------- |
| Stopień, imię i nazwisko          | okres pełnienia funkcji | kolejne stanowisko (dalsze losy)  |
| ppłk piech. Feliks Ochotnicki     | od 30 IV 1921           |                                   |
| ppłk piech. Eugeniusz Lenartowicz | 1921 – ?                |                                   |
| płk piech. Jan Żywicki            | 1923 – II 1927          | stan spoczynku z dniem 30 IV 1927 |
| mjr piech. Józef I Wyrzykowski    | II – 30 IX 1927         | stan spoczynku                    |
| ppłk piech. Maksymilian Wiktor    | IX 1927 – VIII 1929     | dyspozycja dowódcy OK IX          |
| mjr piech. Wincenty Falkiewicz    | IX 1930 – 29 II 1932    | stan spoczynku                    |
| ppłk piech. Marian Hyla           | III 1932 – VII 1935     | dyspozycja dowódcy OK IX          |
| mjr piech. Władysław Orzeszko     | VIII 1935 – 1939        | †1940 Katyń                       |

| Obsada pozostałych stanowisk funkcyjnych PKU w latach 1924–1925 | Obsada pozostałych stanowisk funkcyjnych PKU w latach 1924–1925  | Obsada pozostałych stanowisk funkcyjnych PKU w latach 1924–1925 | Obsada pozostałych stanowisk funkcyjnych PKU w latach 1924–1925 |
| --------------------------------------------------------------- | ---------------------------------------------------------------- | --------------------------------------------------------------- | --------------------------------------------------------------- |
| I referent                                                      | kpt. piech. Franciszek Suchomel                                  | do 1 XII 1922                                                   | I referent PKU Krzemieniec                                      |
| I referent                                                      | por. piech. Aleksander Eśman                                     | do VI 1925                                                      | Kancelaria Sztabu DOK IX                                        |
| I referent                                                      | kpt. sam. Rudolf Rola-Janicki                                    | VI 1925 – II 1926                                               | p.o. kierownika II referatu                                     |
| II referent                                                     | urzędnik wojskowy XI rangi Emil Marek                            | 1923                                                            |                                                                 |
| II referent                                                     | por. piech. Henryk Czechowski                                    | od I 1924                                                       |                                                                 |
| oficer instrukcyjny                                             | kpt. piech. Jakub Witold Chmura                                  | do XI 1924                                                      | 1 pp Leg.                                                       |
| oficer instrukcyjny                                             | ppor. / por. piech. Franciszek Sępichowski vel Franciszek Krówka | XII 1924 – III 1926                                             | oficer PW w 79 pp                                               |
| oficer ewidencyjny na powiat nowogrodzki                        | urzędnik wojskowy X rangi / por. kanc. Andrzej Ropczycki         | 1923 – 1924                                                     |                                                                 |
| oficer ewidencyjny na powiat słonimski                          | por. piech. Mikołaj Bronisław Telatycki                          | 29 IX 1923 – I 1925                                             | referent w Oddziale Ogólnym DOK IX                              |
| Obsada pozostałych stanowisk funkcyjnych PKU w latach 1926–1938 |                                                                  |                                                                 |                                                                 |
| kierownik I referatu administracji rezerw i zastępca komendanta | mjr piech. Bronisław Balcewicz                                   | II 1926 – III 1929                                              | p.o. komendanta PKU Zamość                                      |
| kierownik I referatu administracji rezerw i zastępca komendanta | mjr piech. Wincenty Falkiewicz                                   | p.o. III 1929 – IX 1930                                         | komendant PKU                                                   |
| kierownik I referatu administracji rezerw i zastępca komendanta | kpt. piech. Piotr Gadziński                                      | IX 1930 – III 1932                                              | PKU Stanisławów                                                 |
| kierownik I referatu administracji rezerw i zastępca komendanta | kpt. piech. Jan Winiarz                                          | III 1932 – VI 1938                                              | kierownik I referatu KRU                                        |
| kierownik II referatu poborowego                                | kpt. sam. Rudolf Rola-Janicki                                    | p.o. II 1926 – IV 1928                                          | dyspozycja dowódcy OK IX                                        |
| kierownik II referatu poborowego                                | por. kanc. Alojzy Kucharski                                      | od IV 1928                                                      |                                                                 |
| kierownik II referatu poborowego                                | kpt. piech. Piotr Gadziński                                      | XII 1929 – IX 1930                                              | kierownik I referatu                                            |
| kierownik II referatu poborowego                                | kpt. piech. Lucjan Sobol                                         | IX 1930 – XI 1932                                               | dyspozycja dowódcy OK IX                                        |
| kpt. art. Bohdan Kosacki                                        | XII 1932 – ?                                                     | kierownik I referatu KRU Puławy                                 |                                                                 |
| referent                                                        | por. kanc. Justyn Łotocki                                        | od II 1926                                                      |                                                                 |
| referent                                                        | kpt. kanc. Andrzej Styka                                         | XII 1929 – 30 IV 1930                                           | stan spoczynku                                                  |
| referent                                                        | kpt. piech. Lucjan Sobol                                         | IV – IX 1930                                                    | kierownik II referatu                                           |
| Obsada pozostałych stanowisk funkcyjnych KRU w latach 1938–1939 |                                                                  |                                                                 |                                                                 |
| kierownik I referatu ewidencji                                  | kpt. adm. (piech.) Jan Winiarz                                   | 1938 – 1939                                                     | †1940 Charków                                                   |
| kierownik II referatu uzupełnień                                | kpt. piech. Józef Marian Podolski                                | 1939                                                            | †1940 Charków                                                   |